# Rock and roll
Rock and roll (také známý jako rock 'n' roll nebo počeštěně rokenrol) je historické označení pro první etapu vývoje rockové hudby, hudební žánr, který se objevil v 50. letech 20. století v USA a rychle se rozšířil po celém světě. Vznikl propojením dvou hudebních stylů – černošského rhythm and blues a bělošského country and western. Nejranější dřevní forma rock and rollu je označována jako rockabilly, vokální forma též jako doo-wop. Na přelomu 50. a 60. let byly velmi populární další odnože rock and rollu – twist a surf music. Od poloviny 50. let 20. století se rock 'n' roll stal jedním z nejoblíbenějších hudebních stylů a tento stav trvá dodnes.

## Historie

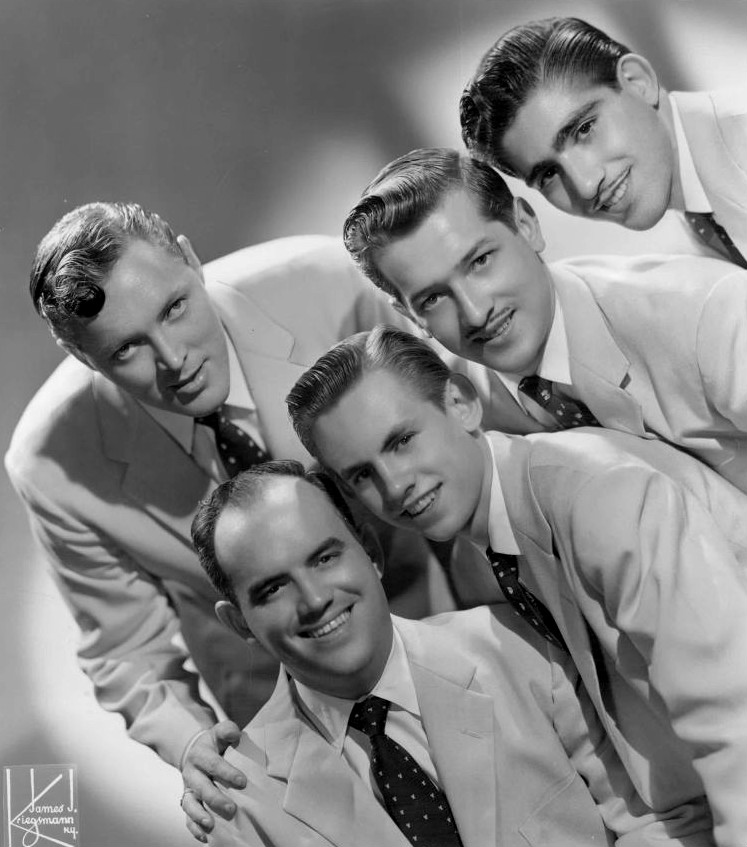
Skupina Bill Haley & His Comets v roce 1956

V roce 1954 začali interpreti v oblasti country and western i v oblasti hlavního proudu tehdejší populární hudby objevovat rhythm and blues. Ten byl do té doby určen téměř výhradně pro černošské městské obyvatelstvo USA. Prvním významným představitelem této tendence byl Bill Haley, jehož nahrávka Rock Around the Clock se stala v roce 1955 světovým hitem a je velmi často označována za první rock and rollovou skladbu, přestože již v čtyřicátých a na počátku padesátých let vznikaly skladby, které by bylo možno zařadit pod tento hudební styl. Významnou úlohu v rozvoji tohoto žánru sehrála americká nahrávací společnost jménem Chess Records, pod jejímiž křídly působili takoví velikáni jako Muddy Waters, Howlin’ Wolf, Little Walker, Etta James, Bo Diddley či Chuck Berry. Neméně významnou kolébkou Rock and rollu bylo studio Sun Records v Memphisu, kde odstartoval svoji kariéru kromě jiných i Elvis Presley, Jerry Lee Lewis, Roy Orbison, Charlie Rich, Carl Mann a Johnny Cash. Ve studiu Sun Recods natočil Elvis v roce 1954 svůj velký hit That’s all right Mama, který vznikl jako coververze bluesové skladby černošského zpěváka Arthura Crudupa z roku 1946.

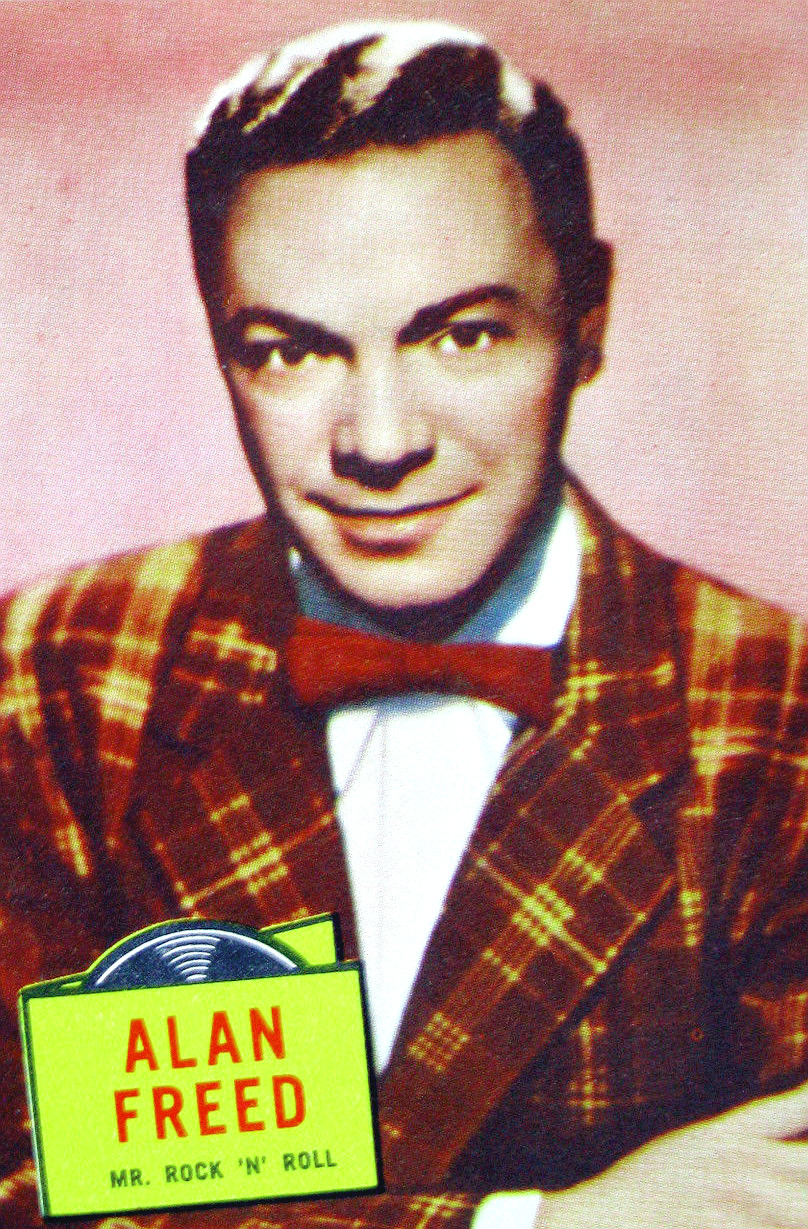
Alan Freed

Nepopiratelnou roli v šíření rock and rollu sehrál jeho „praotec“, americký DJ Alan Freed, který rock 'n' roll protlačoval do svých pořadů a staral se úspěšně o jeho propagaci mezi posluchači. Byl to on, kdo dal této muzice její název. Příběh Alana Freeda byl několikrát zfilmován. (American Hot Wax - V zajetí rytmu 1978, Mr. Rock and roll: The Alan Freed story - Otec Rock and rollu: Příběh Alana Freeda 1999). Alan Freed přiblížil černošskou muziku Little Richarda, The Moonglows, Frankie Lymona, Johnny Otise, Clyde Mc Phattera, Screamin’ Jay Hawkinse a dalších bílému publiku. Jeho oblíbencem byl i Chuck Berry, jehož nahrávka Maybelline de facto protrhla hranice mezi bělochy a černochy ve Spojených státech, navzdory stále platícím rasovým zákonům.
Chuck Berry poté zaznamenal raketový růst v popularitě. V roce 1957 vydal nahrávku „Sweet Little Sixteen“, která měla naprosto fenomenální úspěch mezi posluchači rádií. Chuck Berry začal být poté i navzdory barvě své pleti zván do předních televizních pořadů a v roce 1958 definoval žánr rock 'n' roll svojí nahrávkou „Johnny B. Goode“, kterou poté později NASA vyslala na oběžnou dráhu, jako symbol a ikonu hudby v historii lidstva; tato nahrávka je považována mezi kytaristy jako mistrovské dílo a nesmrtelný fenomén. Chuck Berry byl jako první umístěn do Rock 'n' rollové síně slávy.
3. února 1959 je označován jako den, kdy zemřela hudba, kvůli letecké nehodě, která se odehrála nedaleko města Clear Lake v Iowě. Zemřeli při ní tři rokenroloví hudebníci Buddy Holly, Ritchie Valens a J. P. „The Big Bopper“ Richardson. Poté, co Buddy Holly ukončil spolupráci s The Crickets, dal pro své turné nazvané „Winter Dance Party“ dohromady novou kapelu, ve které byli Waylon Jennings, Tommy Allsup, a Carl Bunch. Turné se také zúčastnili hudebníci Ritchie Valens a The Big Bopper, kteří tak také propagovali své nahrávky. Turné bylo naplánováno na tři týdny a mělo zahrnovat 24 měst na středozápadě USA. Tato událost byla zfilmovaná v roce 1987 TV snímkem La Bamba. Rock and rollový velikán Eddie Cochran, známy např. svými skladbami Twenty flight Rock, Sommertime Blues, C´mon everyboby, věnoval jako poctu Buddy Hollymu, Ritche Valensovi a Big Bopperovi baladu Three Stars (1959).
Ani tato nešťastná událost již nemohla zastavit rock and roll, který žije dodnes, tak jak již v roce 1958 zpívala Doo Wopová kapela Danny and the Juniors ve své skladbě ROCK AND ROLL IS HERE TO STAY

## Hudební stránka
Rock 'n' roll je charakteristický tím, že stojí na 12taktovém blues systému (nejčastěji I - IV - V stupně v diatonické stupnici), velmi výjimečně na 16taktovém blues systému.
Často používané tóniny jsou E, A, C a B dur (ve které hrál hojně Chuck Berry).
V žánru se hodně využívá barových, respektive honky-tonk pián; kytar, bicích, bas a občas i elektronických varhan (nejznámější jsou asi Hammondovy varhany).

## Nejčastější postupy/sekvence akordů
(celkově jich je 12, proto 12taktové blues)
I - I - I - I - IV - IV - I - I - V - IV - I - V
I - I - IV - IV - I - I - IV - IV - V - IV - I - I
IV - I - I - IV - IV - I - I - IV - IV - I - I - IV

## Nejznámější nahrávky

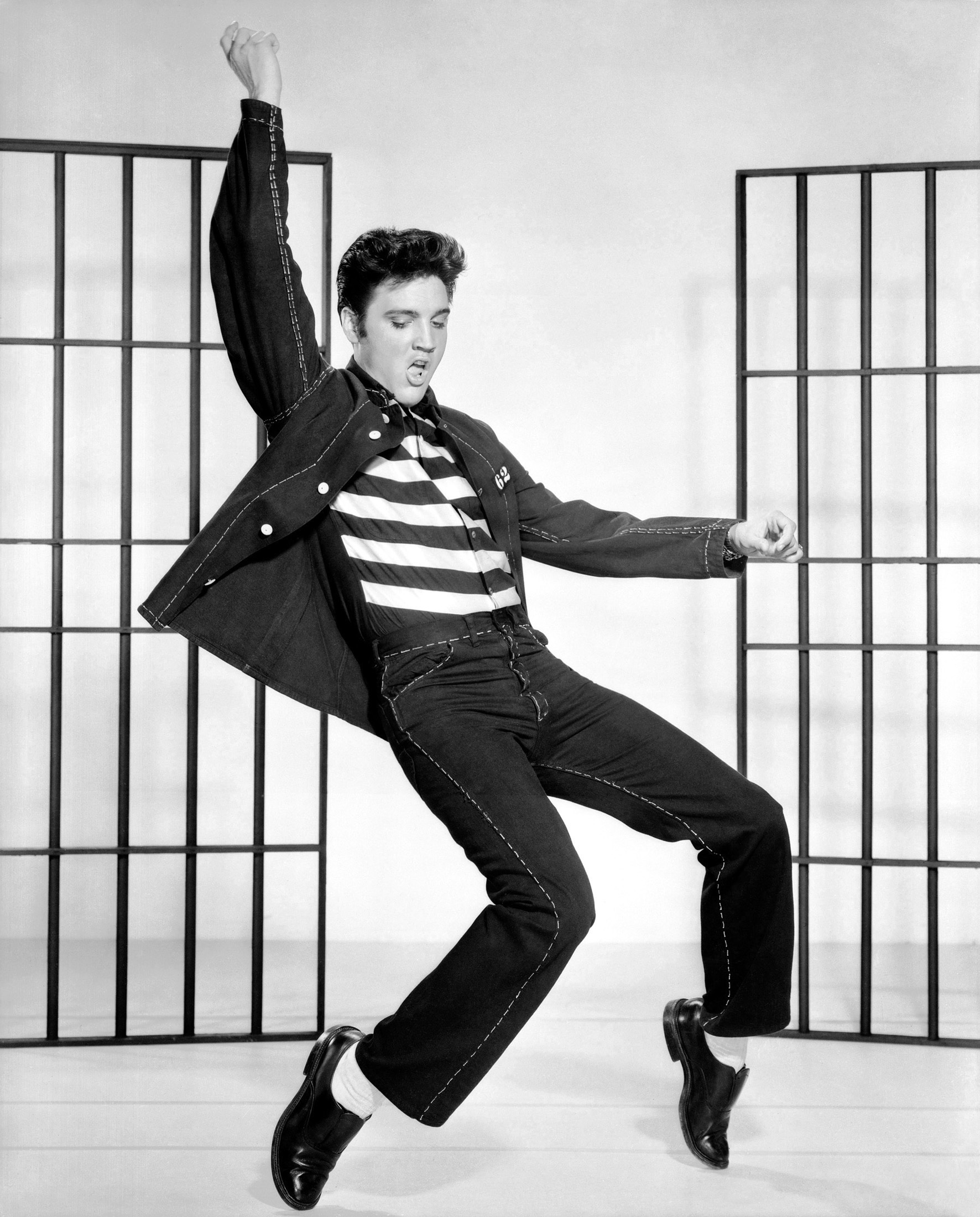
Elvis Presley v klipu písně Jailhouse Rock z roku 1957

Bo Diddley – „Who Do You Love?“ (1956) 

Buddy Holly – „Rave On“ (1958) 

Chuck Berry – „Maybellene“ (1955) 

Chuck Berry – „Sweet Little Sixteen“ (1957) 

Chuck Berry – „Johnny B. Goode“ (1958) 

Elvis Presley – „Jailhouse Rock" (1957) 

Jackie Brenston & His Delta-Cats – „Rocket 88“ (1951) 

Jerry Lee Lewis – „Great Balls of Fire" (1957) 

Jerry Lee Lewis – „Whola Lotta Shakin goin on“ (1957) 

Little Richard – „Long Tall Sally“ (1958) 

Little Richard – „Good Golly, Miss Molly“ (1956) 

Little Richard – „Tutti Frutti“ (1957) 

The Big Bopper – „Chantilly Lace“ (1958) 

Wanda Jackson – „Let’s have a party“ (1957)

## Významní interpreti

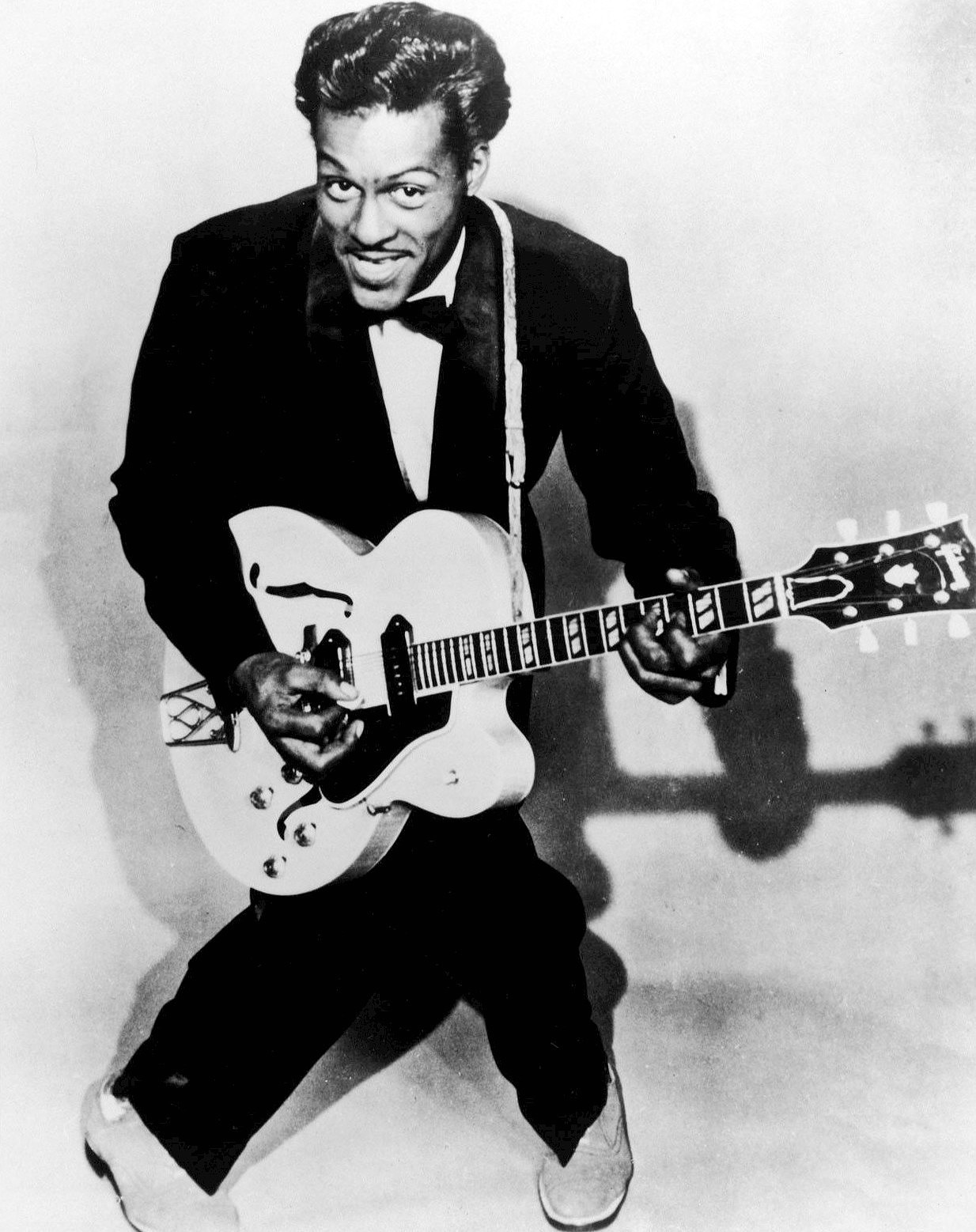
Chuck Berry

- Chuck Berry
- Johnny Burnette
- Bo Diddley
- Eddie Cochran
- Bill Haley & His Comets
- Buddy Holly
- Jerry Lee Lewis
- Chubby Checker
- Roy Orbison
- Little Richard
- Carl Perkins
- Elvis Presley
- The Beatles
- Ritchie Valens
- Gene Vincent
- Ricky Nelson
- Wanda Jackson
- Janis Martin
- Brenda Lee
- Conway Twitty
- Hank Ballard
- Otis Blackwell
- Gary U.S. Bonds
- Bobby Day
- Fats Domino
- Esquerita
- Bobby Freeman
- Wilbert Harrison
- Jimmy Soul
- Larry Williams
- Frankie Lymon and the Teenagers
- Dion and the Belmonts
- The Drifters
- The Cadillacs
- Jan and Dean
- The Beach Boys
- Ronnie Hawkins
- Ronnie Self
- Billy Lee Riley
- Warren Smith
- Fabian Forte
- Connie Francis
- Jack Scott
- Buddy Knox
- The Clovers
- The Diamonds
- Duane Eddy
- The Ventures
- The Tornadoes
- The Champs
- Johnny and the Hurricanes
- Cliff Richards
- The Crests
- The Penguins
- The Five Satins
- The Orioles
- The Flamingoes
- Chris Montez
- The Elegans
- The Mystics
- Gene Summers
- Dale Hawkins